# Juana Cortés Ramírez de Arellano
Juana Cortés Ramírez de Arellano (fallecida en 1602). Al fallecer antes que su predecesor, su hermano Pedro, no llegó a ejercer el título del marquesado del Valle de Oaxaca, heredándolo y ejerciéndolo directamente su hija Juana Estefanía Carrillo de Mendoza y Cortés, V marquesa del Valle de Oaxaca.

## Biografía
Hija de Martín Cortés Zúñiga, II marqués del Valle de Oaxaca, y Ana Ramírez de Arellano, Juana Cortés era además nieta de Hernán Cortés, gobernador y Capitán General de la Nueva España, quien recibió del monarca Carlos I de España el marquesado del Valle de Oaxaca en 1529 por la conquista de dichas tierras en el actual México. 
Estuvo casada con Pedro Carrillo de Mendoza, IX conde de Priego, de quién tuvo dos hijas, Juana Estefanía Carrillo de Mendoza y Cortés, V marquesa del Valle de Oaxaca, y Ángela Juana Carrillo de Mendoza y Cortés, casada con Luis de Benavides, II marqués de Frómista.